# Српски сроднички односи
Српски сроднички односи проистичу из сродства (крвног, грађанског, тазбинског, пријатељског, духовног) и српски језик је врло богат речима када су у питању родбински односи. Неки термини се не могу наћи и превести у једној речи на многе друге језике, укључујући и друге словенске језике.

## Врсте сродства
Сродство, у правном смислу, дефинише се као правом призната веза између два или више лица између којих постоје одређена права и обавезе. У српском народу, осим сродства признатог по државном праву постоји и сродство по црквеном праву (духовно сродство). Стога, постоје следеће врсте сродства: крвно (природно), грађанско (по усвојењу), тазбинско и пријатељско (двородно) и духовно (кумство).
Крвно сродство или природно сродство се заснива рођењем и постоји између лица која проистичу једно од другог (нпр. отац и син) или од заједничког претка (нпр. брат и сестра). Сродници који проистичу једни од других чине замишљену праву линију (лат. linea recta) која може бити усходна (нпр. син → отац → деда...) или нисходна (нпр. деда → отац → син...). Ако сродници проистичу од заједничког претка онда је то побочна линија (лат. linea collateralis). Побочно сродство може бити и полуродно уколико сродници имају само једног заједничког претка (нпр. полубраћа и полусестре). Ако им је заједнички предак отац онда су консангвини, а ако је мајка онда су утерини.
Грађанско сродство или сродство по усвојењу не настаје природним путем (рођењем), већ вештачким односно правним путем (усвојењем). Постоји потпуно усвојење (лат. adoptio plena), које се изједначава у потпуности са крвним сродством, и непотпуно усвојење (лат. adoptio minus plena), где настаје само сродство између усвојиоца и усвојеника (не и њихових сродника).
Тазбинско сродство (лат. affinitas) настаје закључењем брака и то је сродство између једног брачног друга и сродника другог брачног друга (нпр. зет и ташта, снаха и свекар, маћеха и пасторак, дедина друга жена и унук њеног мужа). Пријатељско сродство настаје такође закључењем брака и постоји између сродника једног и сродника другог брачног друга (нпр. свастика и девер, заова и шурак, свекрва и таст). Црквено право сврстава тазбину и пријатељство под двородно сродство, а познаје још и трородно сродство (између једног брачног друга и двородних сродника другог; између сродника једног брачног друга и двородних сродника другог).
Духовно сродство постоји између кума, кумчета и њихових сродника у правим нисходним линијама, као и мајке кумчета, при чему се кум и његова жена узимају за једно лице. Кум је духовни отац.

## Степени и колена
Постоје два начина за израчунавање (компутацију) крвног сродства: грађанско или цивилно израчунавање (лат. computatio civilis) и природно израчунавање (лат. computatio naturalis). Првим се утврђују степени, а другим колена.
Грађанско израчунавање врши се на основу правила римског права садржаног у изреци: Quod sunt generationis, tot sunt gradus (колико има рођења, толико има степена). У правој линији, степен сродства се израчунава од потомака ка претку или обратно (нпр. први степен су отац/мајка и син/кћерка, други степен су деда/баба и унук/унука, трећи степен су прадеда/прабаба и праунук/праунука итд.). У побочној линији је сложеније утврђивање удаљености сродства. Ту се узима у обзир број рођења са обе стране линије, изузимајући заједничког претка. Тако, брат и сестра су други степен побочног сродства јер их од заједничког претка дели њихова два рођења, први рођаци су четврти степен побочног сродства јер их од заједничког претка дели четири рођења (рођење њихових родитеља, затим њихово рођење), ујак и нећак су трећи степен побочног сродства јер их од заједничког претка дели три рођења (рођење ујака, рођење ујакове сестре и њеног сина тј. нећака). У побочној линији нема првог степена сродства.
Природно израчунавање у правој линији врши се као код цивилног израчунавања. Колена се израчунавају од потомака ка претку или обратно (нпр. прво колено су отац/мајка и син/кћерка, друго колено су деда/баба и унук/унука итд.). Код побочног сродства је другачије, ту се израчунава одстојање само са једне стране. Ако је на једној страни одстојање веће до заједничког претка, онда се узима у обзир само веће одстојање. Тако, брат и сестра су прво колено, први рођаци су друго колено, ујак и нећак су друго колено. Природно израчунавање присутно је у обичајном праву и канонском праву, мада нпр. Српска православна црква израчунава крвно сродство и сва друга сродства по степенима.

## Називи сродника

### Родитељи
Родитељи су две особе различитог пола, отац и мајка детета: 
- Мајка — женски родитељ детета (биолошка мајка);
- Отац — мушки родитељ детета (биолошки отац).

Браћа и сестре родитеља и њихови супружници:
- Стриц или чича, чика, ћић — очев брат;
- Стрина — жена очевог брата (није у крвном сродству);
- Ујак — мајчин брат;
- Ујна — ујакова жена (није у крвном сродству);
- Тетка — очева или мајчина сестра;
- Тетак или теча — теткин муж (није у крвном сродству);

### Потомци
Сродници по правој нисходној линији (потомци):
- Син — мушко дете родитеља;
- Кћи, кћерка или ћерка — женско дете родитеља;
- Пасторак — син жене или мужа из претходног брака или ванбрачне везе;
- Пасторка — кћерка жене или мужа из претходног брака или ванбрачне везе;
- Унук — синов или кћеркин син;
- Унука — синова или кћеркина кћерка;
- Праунук — унуков или унукин син;
- Праунука — унукова или унукина кћерка;
- Чукунунук — праунуков или праунукин син;
- Чукунунука — праунукова или праунукина кћерка;
- Беле пчеле — деца чукунунука.

Потомци заједничких родитеља или само једног заједничког родитеља:
- Брат — син истих родитеља у односу на другу децу тих родитеља;
- Сестра — кћи истих родитеља у односу на другу децу тих родитеља;
- Полубрат – брат другој деци само по оцу или по мајци;
- Полусестра – сестра другој деци само по оцу или по мајци.

### Преци
Сродници по правој усходној линији (преци):
| Генерација | Назив                | Однос                               |
| ---------- | -------------------- | ----------------------------------- |
| 0          | Син, ћерка           | Мушко односно женско дете           |
| 1          | Отац, мајка          | Родитељи, две особе различитог пола |
| 2          | Деда, баба           | Родитељи оца или мајке              |
| 3          | Прадеда, прабаба     | Родитељи деда и баба                |
| 4          | Чукундеда, чукунбаба | Родитељи прадеда и прабаба          |

#### Даљи преци
Сви словенски језици имају сличне појмове до прадеда и прабабе. Код Словена и Срба, даљи сродници потом само умножавају „пра-“ по усходној линији (прапрадеда, прапрапрадеда). Изрази чукундеда и прапрадеда су синоними у обичном говору.
У Иловичком препису Номоканона Светог Саве, који је најстарији сачувани препис Номоканона, из 1262. године, и који се бар од 1874. године до данас чува у Библиотеци ХАЗУ у Загребу, налази страница са табелом изнад које стоји наслов „Степени сродыства“, a која је заправо представља шему степеновања сродника која прати описани начин одређивања линије предака.
Иван Зовко је 1902. године прикупио у Зборнику за народни живот Јужних Славена степене сродства у којем се помињу девебаба и деведид (баба и деда из деветог колена) и варијације чукундеда (шукундједа) нпр. шукуншукундједа.
У етимологији се сматра да реч чукундеда (шукундеда) потиче од турске речи kök (корен, основа).‍:903
Вук Караџић није забележио ниједан назив о степенима сродства изван табеле сродника изнад. Реч аскурђел је по једним изворима опонашање мађарске псовке које постоји на подручју Барање и Бачке („аскурђала ти твога“), а по другима и значи шесто колено у сродству, а речник САНУ је наводи са првим поменом код Јована Јовановића Змаја. Један документ, матична књига из Ирига из 1792. наводи називе за мушке претке који иду до деветог колена: наврндед, аскунђел, кунђел, куребал и сукуров.
У многим таблоидима и форумима на интернету круже спискови наводних назива за степене сродства даље од чукундеде, укључујићи разне комбинације речи наврдед, наврдеда наврхдеда, курђел, аскунђел, аскурђел, кунђел, курђел, курђуп, кулебало, куребал, куребала, курлебало, курејбало, курцула, сукуров, сукурдов, сурдрепач, парђипан, парђупан, ажмикур, ожмикур, курајбер, сакајтов, сајкатав, шајкатава, бели орао.
Осим раније наведених примера из Ирига, добар део тих речи се први пут појављује у роману Милорада Павића Предео сликан чајем из 1988. године.. За Политику, 1995. године, а касније и за РТС исте године, Бранислав Брана Црнчевић је изјавио да је додатак на праву листу предака смислио у кафани са још пар пријатеља да би се подсмевао новопеченим националистима и „верницима“ који немају појма о српској историји и језику.
Осамдесетих година прошлог века па до 2004. године низ истраживача записао је усмену предају о називима за претке. У овом научном раду из 2022 год. дат је тренутно најбољи упоредни преглед израза из теренских радова, документа из Ирига и популарних књига.‍:39
Речи са кореном „кур-“, што је основа за старословенску реч за петла, етимолошки могу да означавају везу са полним органом и његовим деловима или пренесено -везу са плодности.
Потребно је утврдити да ли су то могући локализми који су се користили у ограниченом простору, измишљене, искривљене речи, преписане из каснијих извора, пореклом из других језика, или ипак постоје стварне и вишеструке потврде у старим списима. Врло је необично да многе наведене речи за мушке и за женске претке уопште не постоје у старијим изворима као што су Номоканон Светог Саве или Вуков Српски рјечник. Неке од речи се нпр. помињу на табли старе кафане „Чарда на крај света“ што није чврст доказ, али и у псовкама, фразама или причама без јасног значења и везе са степеном сродства.
Довољно је да један потомак у усменој предаји промаши редослед назива или исквари изговор речи, за даље преношење грешке. При теренским истраживањима потребно је укрстити податке усмене предаје у једној повезаној области да би се смањиле ове врсте грешки. Сада влада велика збрка не само са убаченим измишљеним терминима, мањим варијацијама у изговору, него и у месту на усходној линији,‍:40 што је приметио и Иван Зовко је 1902. године  у „Зборнику за народни живот Јужних Славена“ са именима која прате стандарно словенско именовање предака. Зовкова примедба о „пометњи код набрајања у назад генерација почевши одмах од прадједа“ вреди и данас.
Не постоји чврсти научни докази за поузданост назива мушке и женске предачке линије даље од 5. колена. Не постоји потврда свих набројаних постојања назива на читавом подручју где је српско становништво, нити потврда из даље прошлости. Највећу снагу имају докази прикупљени пре осамдесетих и романа Милорада Павића и чланка Моме Капора који су популаризовали термине и актуелизовали питање назива за претке. Велики проблем представља што су се називи (чак до 16. колена)  неутемељено и научно непотврђено увукли у уџбенике и популарну културу.
Неке од сумњивих речи на интернету, вероватно немају основ да се нађу у листи:
- курајбер: погрдан назив за празноглавца који се прави важан, од   — „краво-крадљивац, разбојник”.
- сиви хроми вук, сунце — појављују се у неким листама.
- курђуп, курћупа, сурдрепач, курцула, курајбер, курајбера, парђупана, ожмикура, бели орао, бела орлица врло су сумњиве као погрешне, јер су дошле обично од једног аутора који није презентовао чврсте доказе (одакле су теренски подаци), или су дошле након што је питање назива популаризованои осамдесетих година 20. века што је учинило да се називи прошире,
- није нужно да женски облик прати мушки само у наставку (нпр. деда, баба су потпуно различити) тако да је могуће да су неки женски називи потпуно промашени (нпр, можда не постоји пар курдељ-курдеља).

### Рођаци
- нећак, нетијак — братов или сестрин син;
- нећака, нећакиња — братова или сестрина кћи;
- братанац, братић, синовац — братов син;[а]
- братаница, братичина, синовица — братова кћи;[б]
- сестрић — сестрин син;
- сестричина — сестрина кћи;
- стричевић, братић, братучед — стричев син;
- стричевна — стричева кћи;
- теткић — теткин син;
- рођаковић — рођаков син;
- рођаковићка — рођакова кћи.

Најчешће се, осим када је потребно детаљно објаснити, за сроднике на истом нивоу породичног стабла каже једноставно „рођак“ или „брат“, односно „рођака“, „родица“ или „сестра“. У случају да се каже само „брат“, односно „сестра“, може се додати да је „од тетке“, „од стрица“ итд. у случају да је син/кћерка тетке односно стрица. У случају да се каже само „рођак“, тада се углавном не додаје да ли је од стрица, тетке и сл. али се често дода да је „први“ рођак/рођака, „други“ рођак/рођака, у зависности од удаљености најближег сродника у породичном стаблу (нпр. први рођаци су деца од две сестре или брата или сестре и брата, други рођаци су деца од два прва рођака, итд.). У неким крајевима дедина браћа и сестре (и њихове жене и мужеви) се нпр. називају деда-ујак, баба-ујна; деда-чика(стриц), баба-стрина; баба-тетка, деда-теча.

### Тазбина
Двородно сродство (тазбина иили пријатељство) је сродство између особе и родбине њихових супружника.
- Очух — муж мајке за њену децу из претходног брака или ванбрачне везе;
- Маћеха — очева жена његовој деци из претходног брака или ванбрачне везе;
- Свекар — мужев отац;
- Свекрва — мужева мајка;
- Таст или пунац — женин отац;
- Ташта или пуница — женина мајка;
- Зет — ћеркин или сестрин муж;
- Снаха или снаја — синова, унукова или братова жена;
- Девер — мужев брат;
- Јетрва — жена мужевог брата;
- Заова — мужева сестра;
- Заовац — муж мужеве сестре;
- Шурак или шурјак или шура — женин брат;
- Шурњаја или шурнаја или шурјакиња — жена жениног брата;
- Свастика — женина сестра;
- Пашеног, пашанац или свак, баџа/o, шогор — муж женине сестре;
- Свастић односно свастичина — син односно ћерка женине сестре;
- Пријатељ или прика — отац кћеркиног мужа или синове жене;
- Прија — мајка кћеркиног мужа или синове жене.

### Кумство
Духовно сродство (кумство):
- Кум (ж. кума) — духовни отац детету при крштењу (кума и кум узимају се као једно лице); сведоци на венчању;
- Кумче или кумић — дете у односу на кума који га је крстио;
- Кумашин и кумашинка — венчани супружници у односу на сведоке свог венчања (кумове);
- Кумењак и кумењакиња — кумин (кумова) партнер (партнерка) идентичног имена женика (невесте) на венчању.

## Остало
- Посмрче — дете рођено после очеве смрти;
- Посвојче, нахранче, нахранко, нахранка или усвојеник, усвојеница — усвојено дете;
- Копиле или Копилче — дете коме се не зна отац (ова реч се користи и у увредљивом контексту);
- Сироче — дете коме су умрли родитељи;
- Познанче или пожњак — дете старијих родитеља;
- Нахоче, наход, находник, нахоткиња — нађено дете;
- Удовац — мушкарац чија је жена умрла;
- Удовица — жена чији је муж умро.